# Evesham
Evesham est une paroisse civile du Worcestershire, en Angleterre, située dans la vallée inondable de l'Avon. Au moment du recensement de 2001, sa population était de 22 304 habitants. Elle dépend administrativement du District de Wychavon. Elle est équidistante de Worcester, Cheltenham et Stratford-upon-Avon. Le pays est renommé pour ses jardins fleuris. Le centre-ville, situé dans un méandre de la rivière, est régulièrement sinistré par les crues : l'inondation de 2007 a été catastrophique.

## Histoire
L'abbaye d'Evesham, fondée au début du VIIIe siècle, est l'une des plus importantes d'Angleterre jusqu'à la Dissolution des monastères imposée par le roi Henri VIII. Elle est entièrement détruite en 1540, hormis son clocher, encore debout aujourd'hui.
Lors de l'anarchie anglaise (1135-1153), au printemps 1140, Galéran IV de Meulan ravage la vallée d'Evesham possession du comte de Gloucester, Robert.
La bataille d'Evesham, en 1265, voit la défaite et la mort de Simon V de Montfort.

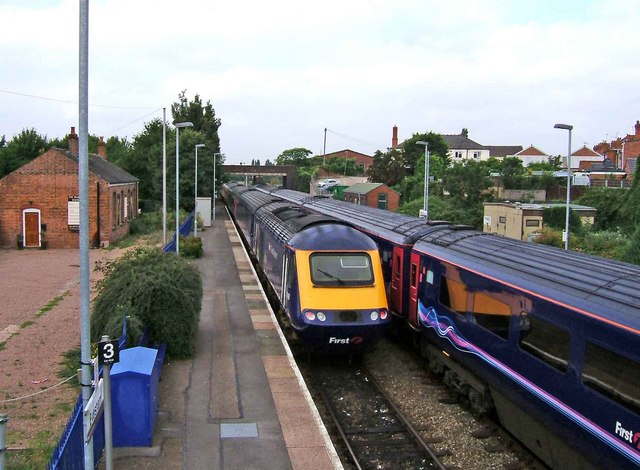
Gare d'Evesham.

## Jumelages
Evesham est jumelée avec :
- Dreux (France) depuis 1977
- Melsungen (Allemagne) depuis 1982
- Evesham (États-Unis)
- Koudougou (Burkina Faso) depuis 1992